# Penshurst, New South Wales
Penshurst este o suburbie în Sydney, Australia.